# 安迪施積·比納斯
安迪施積·比納斯（Andrzej Bednarz，1980年12月22日—），生于克拉科夫，現效力沙巴。

## 球會生涯
他此前在波蘭多支低組別球隊效力，比納斯與沙巴簽約，成為伊朗超聯第一位波蘭人。

## 外部連結
- （波兰語）比納斯 （页面存档备份，存于） (90minut.pl)